# François-Xavier Ortoli

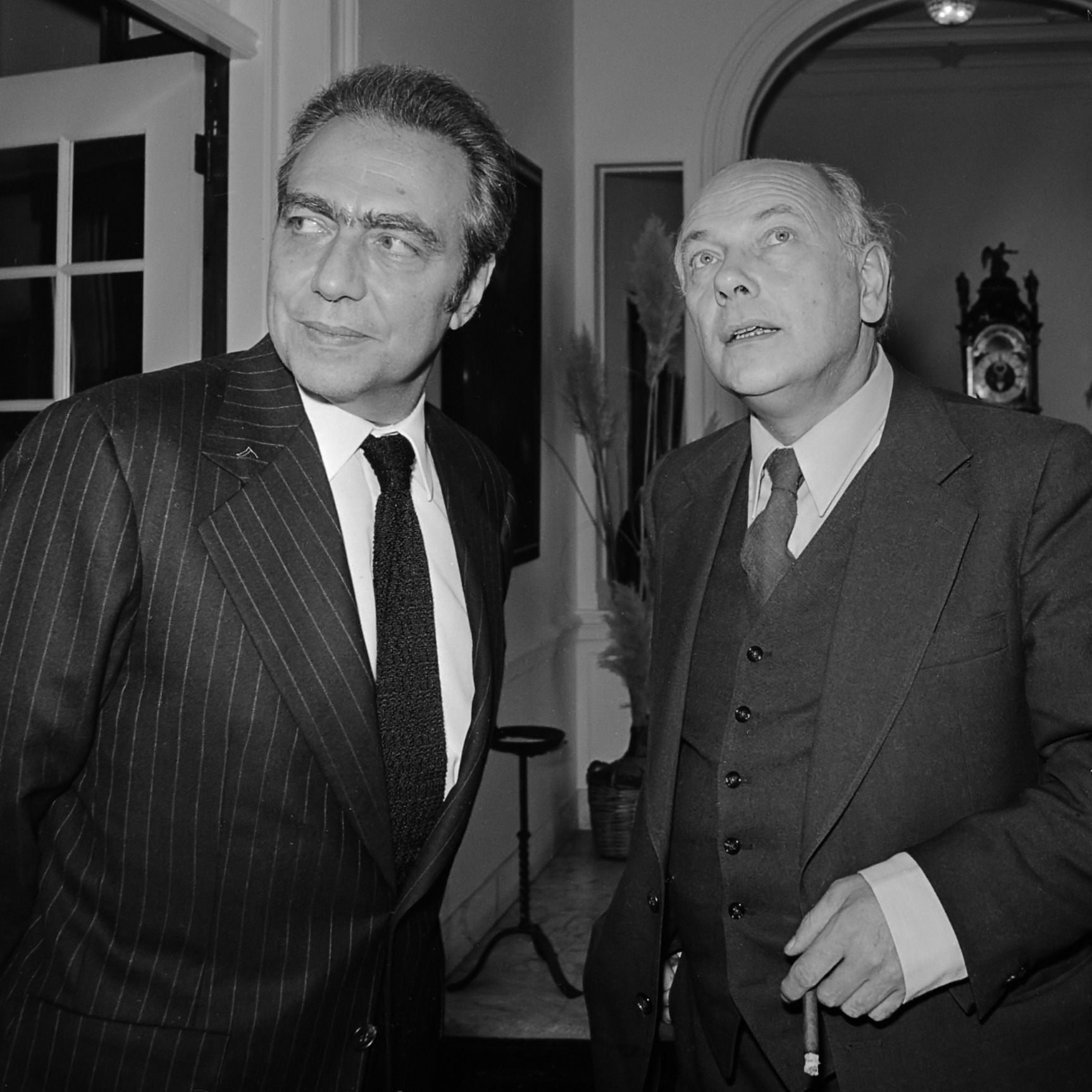
François-Xavier Ortoli (links) mit Joop den Uyl (1973)

François-Xavier Ortoli (* 16. Februar 1925 in Ajaccio auf Korsika; † 30. November 2007 in Paris) war ein französischer Geschäftsmann und Politiker.
Ortoli war Absolvent der École nationale d’administration. Er wurde Berater von Präsident Georges Pompidou und 1966 Leiter des Commissariat général du Plan. Von 1967 bis 1972 bekleidete er verschiedene Ministerämter in Frankreich.
Er war von 1973 bis 1984 Mitglied der EG-Kommission:
- 1973 bis 1977: Präsident der Europäischen Kommission
- 1977 bis 1985: Kommissar für Wirtschaft und Währung

Von 1984 bis 1990 war er Generaldirektor von Total.